# Russell Hornsby
Russell Hornsby (Oakland, California, 15 de mayo de 1974) es un actor estadounidense de cine, teatro y televisión. Es conocido por su papel de Eddie Sutton (2007) en Lincoln Heights, de ABC Family, y como Luke en el drama de HBO In Treatment (2008). Protagonizó la serie fantasía Grimm e interpretó a Lyons en la película Fences. También interpretó a Carl Gatewood en la serie de televisión The Affair, de Showtime, y a Charles Flenory en BMF (Black Mafia Family).

## Biografía
Hornsby nació en San Francisco, California. Fue jugador de fútbol americano y estrella del atletismo en el St. Mary's College High School de Berkeley, California. Se presentó a una audición para un musical de primavera y consiguió el papel del Espantapájaros en The Wiz. Después de eso, se interesó mucho por el teatro y la interpretación y participó activamente en el resto de producciones teatrales del instituto.
Tras graduarse, estudió teatro en la Universidad de Boston, donde se licenció en interpretación. Tras graduarse, Hornsby continuó sus estudios en la British American Drama Academy de Oxford.

## Trayectoria
Tras finalizar sus estudios en Oxford, Hornsby se trasladó a Nueva York, donde interpretó papeles principales en las producciones de Off Broadway de To Kill a Mockingbird (como Atticus Finch), Joe Louis Blues y Six Degrees of Separation (como Paul).
A finales de los noventa, decidió trasladarse a Los Ángeles para dedicarse a la televisión y el cine. Ha aparecido en varias producciones televisivas, entre ellas Haunted, donde interpreta al detective Marcus Bradshaw, y Gideon's Crossing, donde encarna al Dr. Aaron Boise, jefe de residentes. Sus otros créditos televisivos incluyen Anatomía de Grey, Ley y Orden e In Justice, entre otros. También interpretó al corredor Leon Taylor en la serie dramática de ESPN Playmakers.
En la gran pantalla, ha aparecido en películas como After the Sunset, Big Fat Liar, Get Rich or Die Tryin', Keep the Faith, Baby, Meet the Parents y Stuck, entre otras. En 2000, Hornsby participó en la producción Off-Broadway de Jitney, por la que ganó un Drama Desk Award y un Obie Award.
Protagonizó el drama fantástico de la NBC Grimm de 2011 a 2017. En 2018, interpretó a Isaiah Butler en el drama criminal de Netflix Seven Seconds. Ese mismo año, Hornsby se unió al reparto de la película Creed II. En 2021, pasó a protagonizar la serie de televisión de drama criminal de Starz BMF, con sus compañeros Eric Kofi-Abrefa, Da'Vinchi y Demetrius Flenory Jr, que interpretó a Demetrius Flenory Sr.

## Filmografía

### cine
| Año  | Título                                 | Papel                          | Notas       |
| ---- | -------------------------------------- | ------------------------------ | ----------- |
| 1998 | Woo                                    | Guy                            |             |
| 2000 | Meet the Parents                       | Late Night Courier (Right Bag) |             |
| 2000 | Train Ride                             | Ellis                          |             |
| 2002 | Big Fat Liar                           | Marcus Duncan                  |             |
| 2002 | Milk and Honey                         | Isaiah                         | Short       |
| 2004 | The Male Groupie                       | Blase' skippy                  | Short       |
| 2004 | After the Sunset                       | Jean Paul                      |             |
| 2005 | Edmond                                 | Shill                          |             |
| 2005 | Get Rich or Die Tryin'                 | Odell                          |             |
| 2006 | Forgiven                               | Ronald Bradler                 |             |
| 2006 | Something New                          | Dr. Borcklond                  |             |
| 2007 | Stuck                                  | Rashid                         |             |
| 2008 | Dear Me                                | He                             | Video Short |
| 2010 | Salvation Road                         | Kearn                          | Short       |
| 2012 | LUV                                    | Detective Pratt                |             |
| 2016 | The Breaks                             | Sampson King                   |             |
| 2016 | Fences                                 | Lyons Maxson                   |             |
| 2018 | Fevah                                  | Jelani                         | Short       |
| 2018 | The Hate U Give                        | Maverick 'Mav' Carter          |             |
| 2018 | Creed II                               | Buddy Marcelle                 |             |
| 2021 | R#J                                    | Captain Prince                 |             |
| 2022 | Last Seen Alive                        | Detective Paterson             |             |
| —    | The Supremes at Earl's All-You-Can-Eat |                                | Filming     |
| —    | The Woman in the Yard                  |                                | Filming     |

### Television
| Año       | Título                                     | Papel                  | Notas                                                  |
| --------- | ------------------------------------------ | ---------------------- | ------------------------------------------------------ |
| 1993      | Bill Nye the Science Guy                   | Food Truck Assistant   | Episode: “Digestion”                                   |
| 1999      | Law & Order                                | Danny Ruiz             | Episode: "Marathon"                                    |
| 2000      | Wonderland                                 | Hospital Receptionist  | Episode: "20/20 Hindsight"                             |
| 2000–2001 | Gideon's Crossing                          | Dr. Aaron Boies        | Main cast                                              |
| 2002      | Haunted                                    | Marcus Bradshaw        | Main cast                                              |
| 2002      | Keep the Faith, Baby                       | Joe Schiller           | TV movie                                               |
| 2003      | Girlfriends                                | Antoine Childs         | Episode: "The Wedding"                                 |
| 2003      | Playmakers                                 | Leon Taylor            | Main cast                                              |
| 2004      | Century City                               | Mr. Skobel             | Episode: "A Mind Is a Terrible Thing to Lose"          |
| 2005      | Grey's Anatomy                             | Digby Owens            | Episode: "The Self-Destruct Button"                    |
| 2005      | Law & Order: Special Victims Unit          | Alvin Dutch            | Episode: "Storm"                                       |
| 2006      | In Justice                                 | Luther Cain            | Episode: "Pilot"                                       |
| 2007–2009 | Lincoln Heights                            | Edward "Eddie" Sutton  | Main cast                                              |
| 2008      | Fear Itself                                | Sergeant Wiliams       | Episode: "Eater"                                       |
| 2009      | In Treatment                               | Luke                   | Recurring cast (season 2)                              |
| 2010      | The Good Wife                              | Dr. Shawn Wesley       | Episode: "Painkiller"                                  |
| 2011      | FutureStates                               | Kaya Guidry            | Episode: "Remigration"                                 |
| 2011      | Shameless                                  | Tony's Partner         | Episode: "Daddyz Girl" & "Father Frank, Full of Grace" |
| 2011–2015 | Suits                                      | Quentin Sainz          | Episode: "Dirty Little Secrets" & "Faith"              |
| 2011–2017 | Grimm                                      | Detective Hank Griffin | Main cast                                              |
| 2017      | The Breaks                                 | Sampson King           | Episode: "It's Just Begun"                             |
| 2018      | Seven Seconds                              | Isaiah Butler          | Main cast                                              |
| 2018–2019 | The Affair                                 | Carl Gatewood          | Recurring cast (season 4-5)                            |
| 2019      | Proven Innocent                            | Ezekiel "EZ" Boudreau  | Main cast                                              |
| 2020      | Lincoln Rhyme: Hunt for the Bone Collector | Lincoln Rhyme          | Main cast                                              |
| 2021      | Aftershock                                 | CO                     | Episode: "Chapter 8: Hell of a night for..."           |
| 2021      | BMF                                        | Charles Flenory        | Main cast                                              |
| 2021      | Lost in Space                              | Grant Kelly            | Recurring cast (season 3)                              |
| 2022      | Mike                                       | Don King               |                                                        |

### Videojuegos
| Año  | Título               | Rol                        |
| ---- | -------------------- | -------------------------- |
| 2008 | Army of Two          | Tyson Rios                 |
| 2009 | Terminator Salvation | Rogers, Resistance Soldier |